# Micugu Óniši
Micugu Óniši (* 7. října 1952) je japonský fotograf. Specializuje se na pořizování momentek ze života lidí, kteří žijí především v centru Tokia nebo nových městech v oblasti zálivu. Kromě toho od počátku experimentuje s digitálními fotoaparáty a prezentací fotografií na webu. Je tajemníkem klubu Nikkor, členem řídícího výboru salonu Nikon a předsedou sdružení Machikata Sanpo Photo Alliance.

## Životopis
Narodil se v roce 1952 ve Fukagawa, Koto-ku , Tokio . V roce 1974 absolvoval Tokijskou školu fotografie . Od roku 1975 pracoval ve školní laboratoři a učebně. Působí jako lektor na plný úvazek. V roce 1985 vyhrál 22. cenu Taiyo za Kawaguči no Mači. V roce 1993 získal 18. Cenu za fotografii Ihei Kimury za „Tooi Nacu“, „Z města na periferii“ a další. Spoluvítězem je Norio Kobajaši . V roce 2017 obdržel cenu Japonské fotografické společnosti za nejlepšího fotografa.

## Výstavy fotografií
- "Tokio East Perspective 'Bokuto Šašin'" (17. června 2006 - 1. července 2006, v Suzuki Kosan No. 1 M Warehouse, Jokogawa, Sumida-ku) (Šigeiči Nagano, Masaaki Kasuga, Issei Suda, Tecu Iida, [2], skupinová výstava s Jukim Kanehirou[3] a dalšími.)

## Hlavní díla
- "WONDERLAND 1980-1989", 1989, Frog (později Mole), vlastní vydání
- "První zrcadlovka", 1997, Kodanša Gendai Šinšo, 1364: ISBN 4061493647
- MOLE UNIT No. 10 (WONDERLAND 1990-1999), 1999, Mole
- „Jak pořídit dobré snímky počínaje jednookou zrcadlovkou. Pojďme ven s fotoaparátem!“, Seibido Publishing, 2000
- "Too Nacu" 2001 Wise Publishing: ISBN 4-89830-125-8
- JTB Can Books „Procházka podél řeky Sumida Sendžu, Asakusa, Fukagawa a Cukišima Šitamači Curezure Stroll“ (napsal Masanobu Hajaši), 2001, JTB Publishing Department: ISBN 4-533-04064-0
- "Momentka v éře digitálního fotoaparátu", 2002, Heibonša Šinšo: ISBN 4582851592
- "Šitamači Džundžo Camera", 2004, Ei Publishing ("Kihen" a "World"): ISBN 4777902013
- "Honobo no Tabidžo Camera", 2005, Ei Publishing: ISBN 4777904571
- "Základní techniky digitálních zrcadlovek dnes", 2008, Seibido Publishing: ISBN 4415302661
- "Ve městě, kde teče řeka", 2016, Fugenša

## Filmový režisér
- "Příběh Onagigawa", film, 2017